# Абрука (острів)
Абрука (ест. Abruka) — невеликий острівець в західній частині Естонії, розташований в Ризькій затоці, за 4 км на південь від острова Сааремаа.

## Географія
Абрука разом з кількома дрібнішими островами (Вахасе, Касселайд, Ліннусітамаа і Кірьюраху) утворює, власне, територію однойменного поселення, що входить до складу волості Каарма повіту Сааремаа. Загальна площа цих островів становить 10,1 кв.км, площа самого острова Абрука — 8,78 км², інших островів — 1,3 км²

## Історія
Перші згадки про поселення на острові Абрука відносяться до Середньовіччя, коли езель-віцький єпископ в літні місяці займався на його території конярством і пізніше заснував садибу Абро; в той час на острові проживала лише обслуга господарства, селянські поселення були відсутні. Постійне населення сформувалося на острові до XVIII століття. У 1881 році на острові було відкрито початкову школу, яка пропрацювала до 1972 року.

## Населення
Чисельність населення острова значно впала в XX столітті: так, в 1922 році на ньому проживало 150 осіб, в 1959 році —111 осіб, в 1967 — 93 осіб, в 1974 — 65 осіб, в 1984 — 36 осіб, а в 2000 році — лише 25 осіб.
Проте, останнім часом населення острова знову дещо збільшилася: станом на 2 листопада 2004 року чисельність населення острова складала 34 особи, станом на 1 січня 2010 року — 31 особа, станом на 1 січня 2011 року — 33, і станом на 1 січня 2012 року — 34 особи.

## Туризм
Туристів на острів приваблює, перш за все, його мальовнича природа. За свої заспокійливі пейзажі він і отримав назву «північний Едем». Велика площа Абруки покрита широколистяними лісами, що є рідкістю для цієї частини Естонії, де більше поширені ялівцеві зарості.
На острові знаходиться Абруцький заповідник, площею 92 га, де ростуть дуб звичайний, липа дрібнолиста, в'яз шорсткий, ясен звичайний, осика, ліщина звичайна, рідкісні види моху. Тут можна поспостерігати за осілими і перелітними птахами, а також за оленями, чиї предки колись були завезені на острів.
Крім природних красот, туристам буде цікаво поглянути на нижній (alumine tulepaak) і верхній (alumine tuletorn) маяки. Це діючі маяки, що знаходяться на східній стороні Абруки на відстані 670 м один від одного.
Як правило, більшість туристів приїжджають на Абруку на день з екскурсійними цілями і не зупиняються тут на нічліг, хоча в місцевих хуторах це можна зробити.
Зазвичай всі екскурсії завершуються на хуторі Вахтра, де можна спробувати національну естонську кухню: салаку, картоплю в мундирі, кисле молоко і домашній хліб.
Ще один хутір — Інну, найстаріший на Абруці, його родзинкою є чудовий краєвид на море.